# Immenga-Molen
De Immenga-Molen of Molen van R. Immenga was een koren- en pelmolen in Finsterwolde, een dorp in de Gemeente Oldambt.

## Beschrijving
De molen stond aan de Molenstraat, een noordelijk zijstraatje van de hoofdweg in Finsterwolde. De voormalige achtkante stellingmolen werd in 1899 gebouwd door de Veendammer molenmaker Streuper en H. Willems Wiertsema uit Eexta, nadat in dat jaar een uit 1779 daterende molen op dezelfde locatie was afgebrand. 
De molen had zelfzwichting op beide roeden.
Als windmolen is de Immenga-molen in gebruik geweest tot 1939, toen de toenmalige eigenaar de pelstenen liet verwijderen. In 1951 werd een sloopvergunning afgegeven voor de molen en in 1954 werd de molen deels gesloopt. Uiteindelijk werd de stomp van de molen eveneens gesloopt in 2001 om plaats te maken voor een nieuwbouwwijk.